# Klemens Iten (Politiker, 1789)
Klemens Iten (* 16. Oktober 1789 in Unterägeri; † 4. Mai 1875 ebenda, katholisch, heimatberechtigt in Unterägeri) war ein Schweizer Politiker.

## Biografie
Klemens Iten kam am 16. Oktober 1789 in Unterägeri als Sohn des Bauern Peter Iten und der Barbara geborene Zürcher zur Welt. Klemens Iten, von Beruf Bauer, Müller und Säger, beteiligte sich 1834 gemeinsam mit den Hauptgründern, nämlich seinen Schwagern Wolfgang Henggeler, Alois Henggeler und Franz Josef Henggeler, an der Gründung der Spinnerei in Unterägeri. Dazu verkaufte er zwischen 1834 und 1860 Land, Wasserrechte und Gebäude für den Bau und die Erweiterungen der Fabrik.
Klemens Iten, der in erster Ehe mit Anna, der Tochter des Bauern Beat Karl Heinrich, sowie in zweiter Ehe mit Katharina, der Tochter des Schmieds Joseph Franz Henggeler, verheiratet war, starb am 4. Mai 1875 im 86. Lebensjahr in Unterägeri.

## Politik
Politisch aktiv war Klemens Iten zunächst zwischen 1837 und 1846 als konservativer Landrat. Im Anschluss gehörte er von 1846 bis 1847 dem Kantons- und Gemeinderat an. Von 1852 bis 1857 war er im Kantonsrat und parallel dazu von 1852 bis 1859 im Zuger Regierungsrat vertreten.
Klemens Itens Bedeutung lag weniger auf politischem Gebiet als vielmehr in seiner Beteiligung an der Spinnereigründung, die er mit seinen Besitzungen und Rechten an geeignetem Ort entscheidend unterstützte.